# Sykstus II
Sykstus II (ur. w Grecji, zm. 6 sierpnia 258 w Rzymie) – męczennik i święty Kościoła katolickiego, 24. papież w okresie od 30 sierpnia 257 do 6 sierpnia 258.

## Życiorys
Był z pochodzenia Grekiem, na co wskazywać może jego imię, Sykstus (bardziej poprawnie Xystus).
Starał się wzmocnić więzi z biskupami z Afryki Północnej oraz Azji Mniejszej, osłabione stanowczym stanowiskiem swego poprzednika Stefana I w sprawie chrztu apostatów. Położył kres sporom wszczynanym przez poprzedników i uznał taki chrzest ważnym. Z tamtych czasów zachował się fragment listu Sykstusa do Dionizego z Aleksandrii ws. chrztów. Błędnie przypisuje mu się autorstwo traktatu przeciw antypapieżowi Nowacjanowi i "Sentencji Sekstusa".
Zginął śmiercią męczeńską w czasie prześladowań za cesarza Waleriana I. Cesarz wydał dwa dekrety: pierwszy zakazywał chrześcijanom wszelkich czynności liturgicznych oraz gromadzenia się, a drugi nakładał wysokie kary na wyznawców Chrystusa należących do dworu cesarza. 6 sierpnia 258, podczas odprawiania Mszy św. papież wraz z czterema diakonami zostali pochwyceni i ścięci. W fali prześladowań stracony został też jego uczeń Święty Wawrzyniec.
O jego śmierci świadczy m.in. Breviarium Syriacum.
Jest jednym z najbardziej czczonych męczenników wczesnochrześcijańskich. Jego święto jest obchodzone 7 sierpnia.
W tym samym czasie antypapieżem był Nowacjan.